# 瑞豐高材
山東瑞豐高分子材料股份有限公司，簡稱山東瑞豐高分子材料股份、山東瑞豐高分子材料、山東瑞豐高分子，以及瑞豐高材（英語：Shandong Ruifeng Chemical Co., Ltd.，深交所：300243），於1994年由周仕斌（董事長）於山东省淄博市沂源经济开发区（總部）創立，前身為「沂源瑞丰高分子材料有限公司」。
現時業務在國內經營「鲁山」品牌銷售生產及開發各種PVC助剂產品，招股價為16元人民幣，發行新股為1,350万股，而集資額為2.16億元人民幣，股份則在2011年7月12日於深交所創業板上市。

## 連結
- RuifengChemical.com （页面存档备份，存于）